# Carache (paroisse civile)
Pour les articles homonymes, voir Carache.
Carache est l'une des cinq paroisses civiles de la municipalité de Carache dans l'État de Trujillo au Venezuela. Sa capitale est Carache.